# Ďurďošík
Ďurďošík és un poble i municipi d'Eslovàquia. Es troba a la regió de Košice, a l'est del país.

## Història
La primera referència escrita de la vila data del 1330.

## Demografia
| Godina             | 1994 | 2004    | 2014    | 2024    |
| ------------------ | ---- | ------- | ------- | ------- |
| Nombre de persones | 314  | 350     | 443     | 832     |
| Diferència         |      | +11,46% | +26,57% | +87,81% |

| Godina             | 2023 | 2024 |
| ------------------ | ---- | ---- |
| Nombre de persones | 800  | 832  |
| Diferència         |      | +4%  |